# Hans Martin Ruwoldt

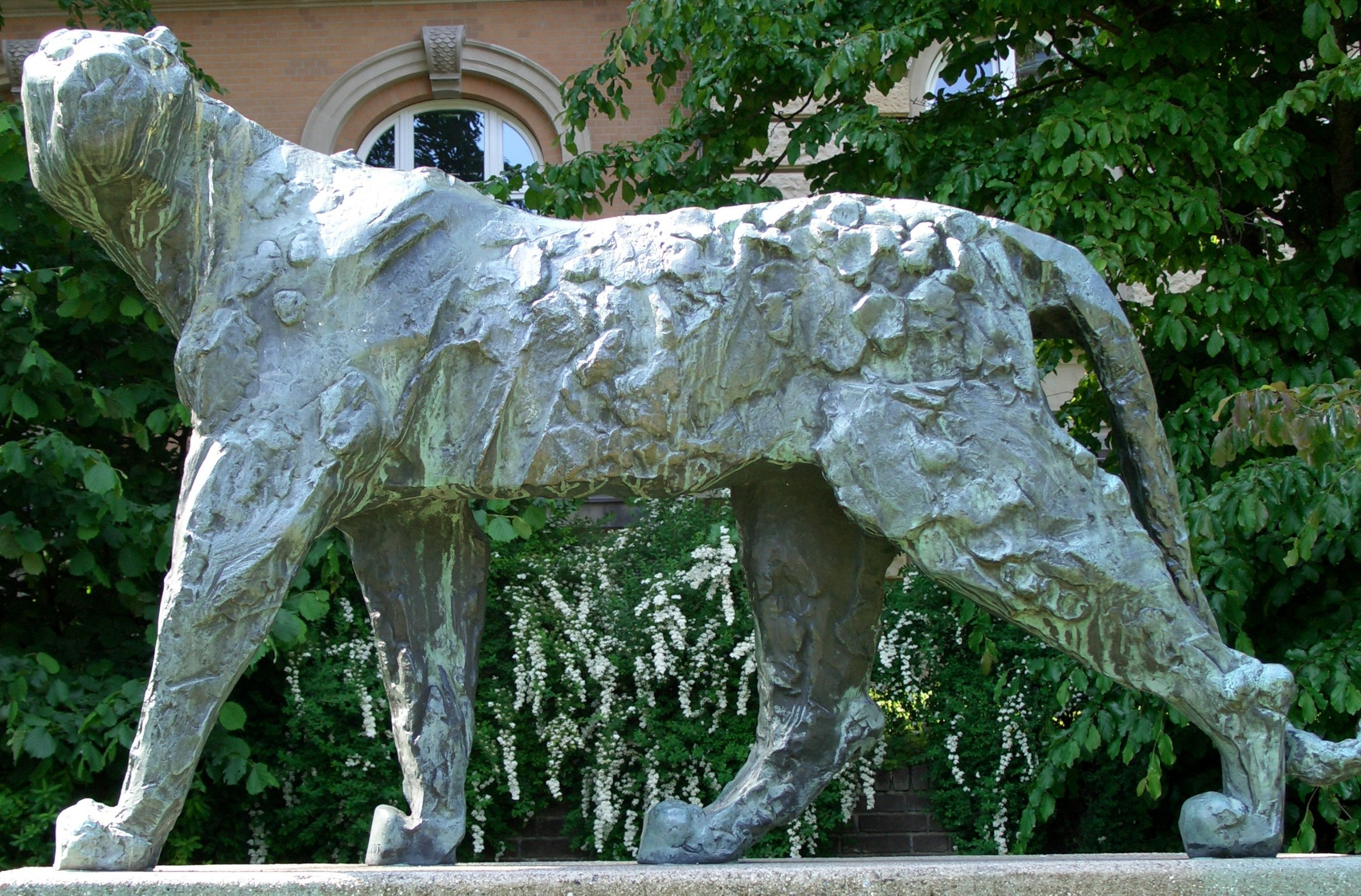
“Pantera” de Hans Martin Ruwoldt en Planten un Blomen

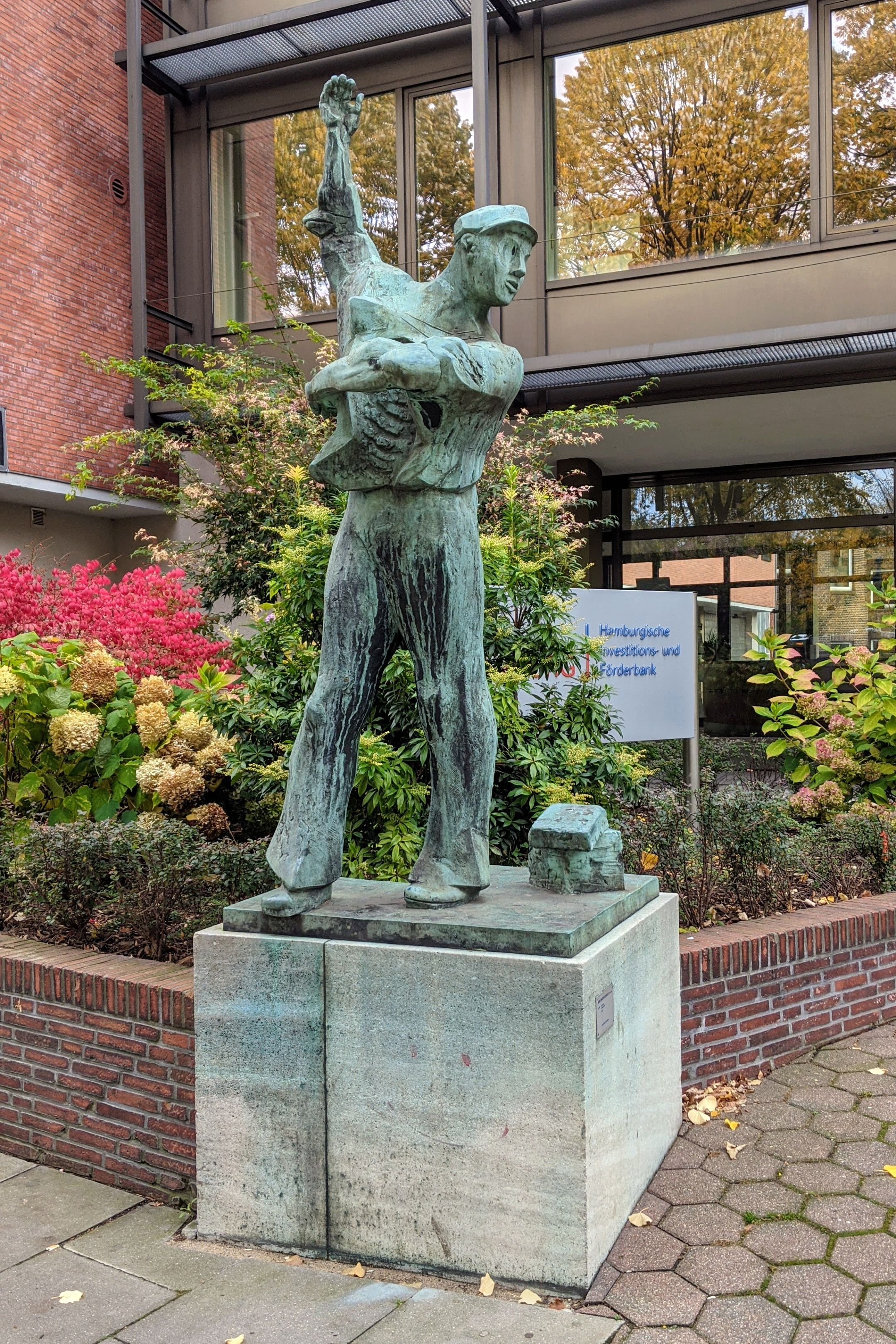
“Trabajadores de la construcción” en el Besenbinderhof

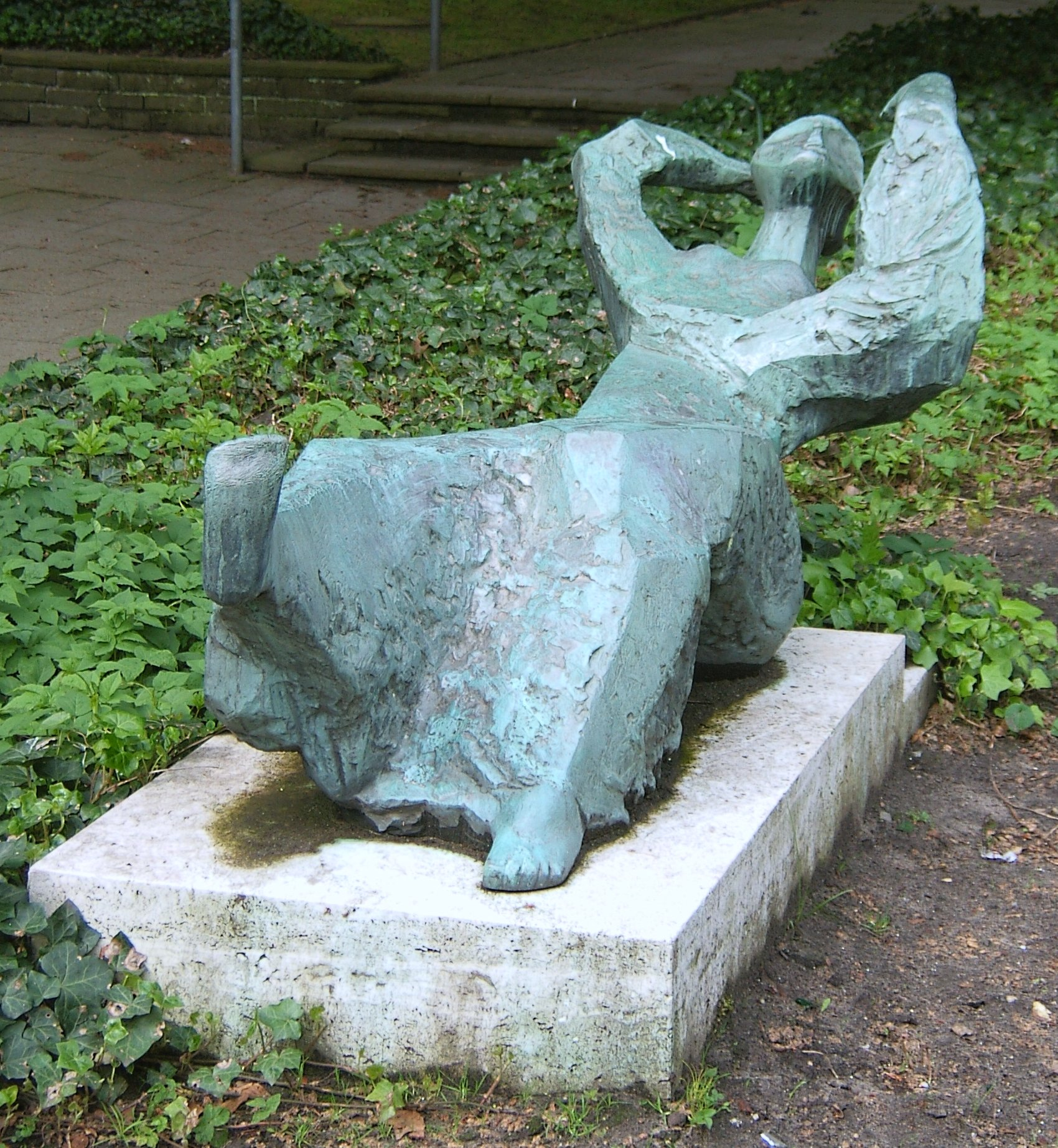
“Mujer levantándose” frente a la oficina del Distrito Norte

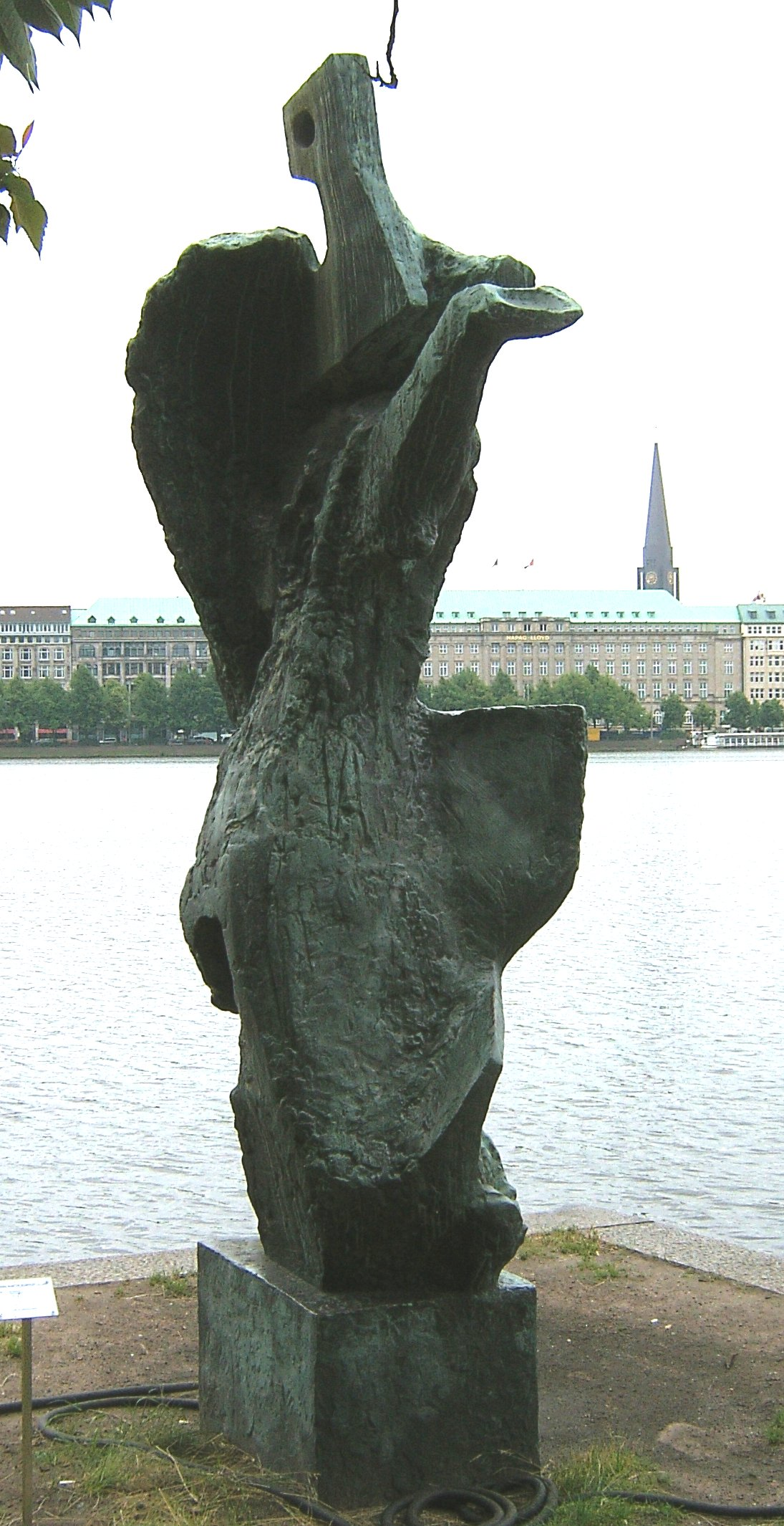
“La novia del viento”
en el Alster interior

Hans Martin Ruwoldt, en realidad Hans Martin Meier (nacido el 15 de febrero de 1891 en Hamburgo;  † el 16 de octubre de 1969 también en Hamburgo) fue un escultor expresionista alemán.

## Trayectoria
El artista era hijo de un trabajador eventual y fue criado por su hermana que no tenía hijos y se apellidaba de casada Ruwoldt. En los años 1906–1909 tuvo su aprendizaje de escultor en Rostock. En el periodo 1909–1911 trabajo como oficial. De 1911 a 1914 estudió en la Escuela de Artes Aplicadas de Hamburgo en la clase de escultura de Richard Luksch. En 1913 conoció a Moissey Kogan. Participó como soldado en la Primera Guerra Mundial y fue hecho prisionero por los franceses. Tras su regreso en 1922, instaló un estudio en Hamburgo. Fritz Schumacher lo apoyó y, a través de él, Ruwoldt recibió numerosos encargos para edificios e instalaciones. En 1923 se casó con Anne-Marie Leisewitz y el matrimonio tuvo una hija, Dagmar Ruwoldt (1926-2008).
En 1926, Ruwoldt se unió a la Secesión de Hamburgo, también a la Asociación de Artistas de Hamburgo y a la Asociación de Artistas de Altona. Tras la llegada al poder de los nacionalsocialistas, fue presidente del departamento de escultura de la Cámara de Bellas Artes del Reich en el norte de Alemania hasta 1936.  En la última exposición de la Asociación Alemana de Artistas en Hamburgo en 1936, que fue clausurada después de diez días por el entonces vicepresidente de la Cámara del Reich, Adolf Ziegler, participó por primera vez como artista invitado con la escultura moldeada en cemento, De pie (1932, altura 68,8 cm, Museo de Arte y Comercio de Hamburgo).
En 1937, en el marco de la campaña nazi contra el llamado "Arte degenerado", se confiscaron en la Kunsthalle de Hamburgo dos de sus obras: un torso de mujer (yeso, 101 cm de altura; hoy en la Kunsthalle) y la acuarela "Desnudo reclinado". La acuarela fue destruida.
En 1938, por encargo de los nacionalsocialistas de Hamburgo, realizó el relieve "Un fénix parecido a un águila que resurge de las cenizas"  para los caídos en la Primera Guerra Mundial, que se colocó en lugar del relieve de Ernst Barlach en el monumento conmemorativo de Hamburgo, que representaba a una madre afligida con un niño. Después de la Segunda Guerra Mundial, el relieve de Ruwoldt fue destruido y el de Barlach se reconstruyó.
En la primera exposición de la DKB en 1951 en la Universidad de Bellas Artes de Berlín, Ruwoldt estuvo nuevamente representado, como miembro de pleno derecho , con las esculturas en bronce Pantera reclinada (1951, 50 cm de larga) y Guepardo (1950, 75 centímetros de altura). En 1955, Ruwoldt fue nombrado sucesor de Edwin Scharff en la Universidad de Bellas Artes de Hamburgo y enseñó allí junto con Karl Kluth como profesor de la clase de escultura.
Un mes después de su muerte, el 16 de octubre de 1969, su casa y su estudio en la calle Baron-Voght-Straße en Hamburgo-Nienstedten sufrieron un incendio provocado la noche del 17 al 18 de noviembre. 
Hans Martin Ruwoldt está enterrado en el cementerio forestal de Aumühle.
La Ruwoldtweg en Hamburgo-Steilshoop lleva su nombre.

## Obras

### Hamburgo
Extracto de las obras expuestas públicamente en Hamburgo: animales y figuras:
- 1927: Panther, parque de la ciudad, entrada este Alte Wöhr
- 1930: Grupo Panther sobre una columna, patio de la Walddörferschule en Hamburgo-Volksdorf[10]
- 1934: Ciervo, tumba de Jäger, cementerio de Ohlsdorf, cuadrícula AB 15 (cerca de Nordteich )[11]
- 1935: Oso polar, parque municipal de Hamburgo, entrada sur Wiesenstieg (el segundo oso polar en el parque cerca del estanque de barcos en miniatura es de Ludwig Kunstmann)
- 1935: Toro que cae, matadero de ganado, Hamburgo-St. Pauli[12]
- 1936: Attacking Tiger, antiguo almacén hanseático en Hamburgo-Fuhlsbüttel, desde 1974 en el Graf Goltz en Hamburgo-Rahlstedt, en 1992 en el Röttiger en Hamburgo-Fischbek. Desde 2004 en las instalaciones de la Universidad Helmut Schmidt.
- Década de 1950: Pingüinos, Eilbektal 72-74 (patio interior), Hamburgo-Eilbek[13]
- 1951: Grupo de gaviotas sobre un pilar, Schlankreye 53 (población de Klinker ), Hamburgo-Harvestehude
- 1952: Grúas, Hufnerstrasse 105 (jardín), Hamburgo-Barmbek-Süd[14]
- 1952: Grupo Bear, Koldingstrasse, Hamburgo-Altona-Nord
- 1953: Flamencos, Antiguo Jardín Botánico, Hamburgo[15]
- 1954: Grúas, complejo residencial Hufnerstraße, Barmbek-Nord
- 1956: Zancudos, Rascacielos Grindel, Harvestehude
- 1965: Panther, campus de la Universidad de Hamburgo
- 1965: Guepardo lamiéndose, parque municipal de Harburg
- 1965: Guepardo lamiéndose, Kandinskyallee/Große Holl 2, nueva urbanización Mümmelmannsberg, Billstedt
- 1968: Windsbraut, en Binnenalster

De los cuales sin fechar:
- Guepardo en las murallas (ahora parte de Planten un Blomen)
- Guepardo en la escuela Steinhauerdamm
- La gente se levanta frente a la oficina del distrito de Hamburgo Norte
- Pantera en Planten un Blomen
- Vogel - lápida del fundador de la Asociación Griffelkunst de Hamburgo, Johannes Böse († 1955), en el cementerio de Ohlsdorf (S 11 - 127 - cerca de la capilla 1)

### Schleswig-Holstein
Extracto de las obras expuestas públicamente en Schleswig-Holstein:
- 1932: De pie con los brazos en alto, Parque de esculturas Nortorf
- 1932: Torso, Castillo de Gottorf
- 1949: Guepardo lamiéndose, Parque de esculturas Nortorf